# Румыния на летних Олимпийских играх 1900
Румыния впервые участвовала на летних Олимпийских играх 1900 в Париже и была представлена одним спортсменом в стрельбе, который не получил наград. Страна выступала до создания своего Национального олимпийского комитета. Следующее выступление на Олимпийских играх прошло через 24 года, причём вновь в Париже.

## Результаты соревнований

### Стрельба
| Соревнование | Спортсмены      | Финал     | Финал |
| Соревнование | Спортсмены      | Результат | Место |
| ------------ | --------------- | --------- | ----- |
| Трап         | Джордже Плагино | 11        | 13    |